# Jean Népomucène
Pour les articles homonymes, voir Jean Népomucène Hermann Nast et Saint Jean.
Jean Népomucène (né vers 1340 à Pomuk, actuelle Nepomuk, en Bohême, et mort le 20 mars 1393 à Prague) est un prêtre catholique et un martyr. Les sources disponibles sur ce nom pourraient se référer à deux personnes distinctes. Il est fêté le 20 mars et toujours le 16 mai en Bohême comme inscrit dans le Martyrologe romain. Jean Népomucène est l’un des saints les plus vénérés, vu la multiple protection qu’il accordait : il est le patron des bateliers, des ponts, des prêtres, de tous les hommes qui avaient quelque chose de commun avec l’eau.

## Biographie

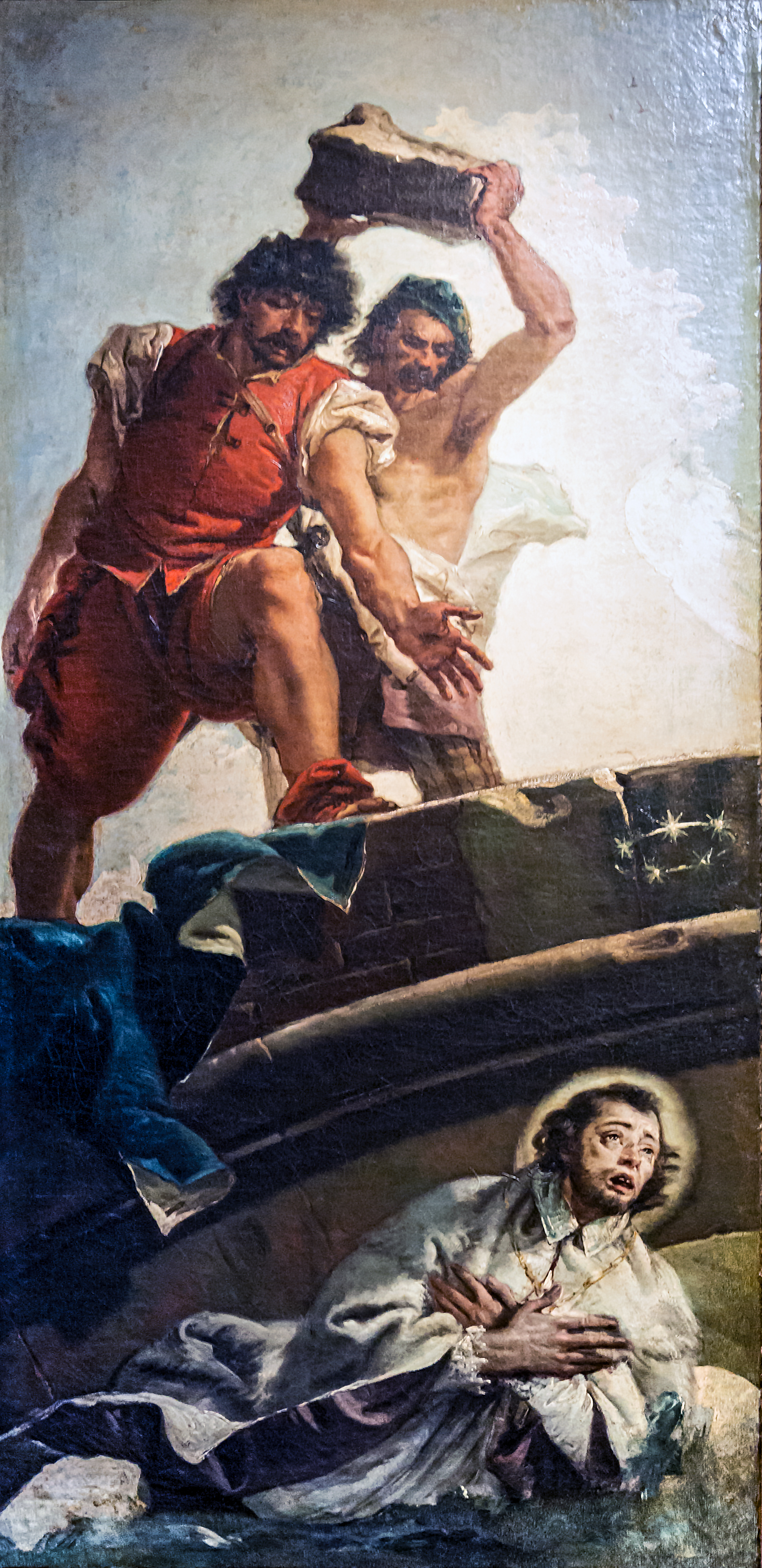
Le martyre de Jean Népomucène par Tiepolo.

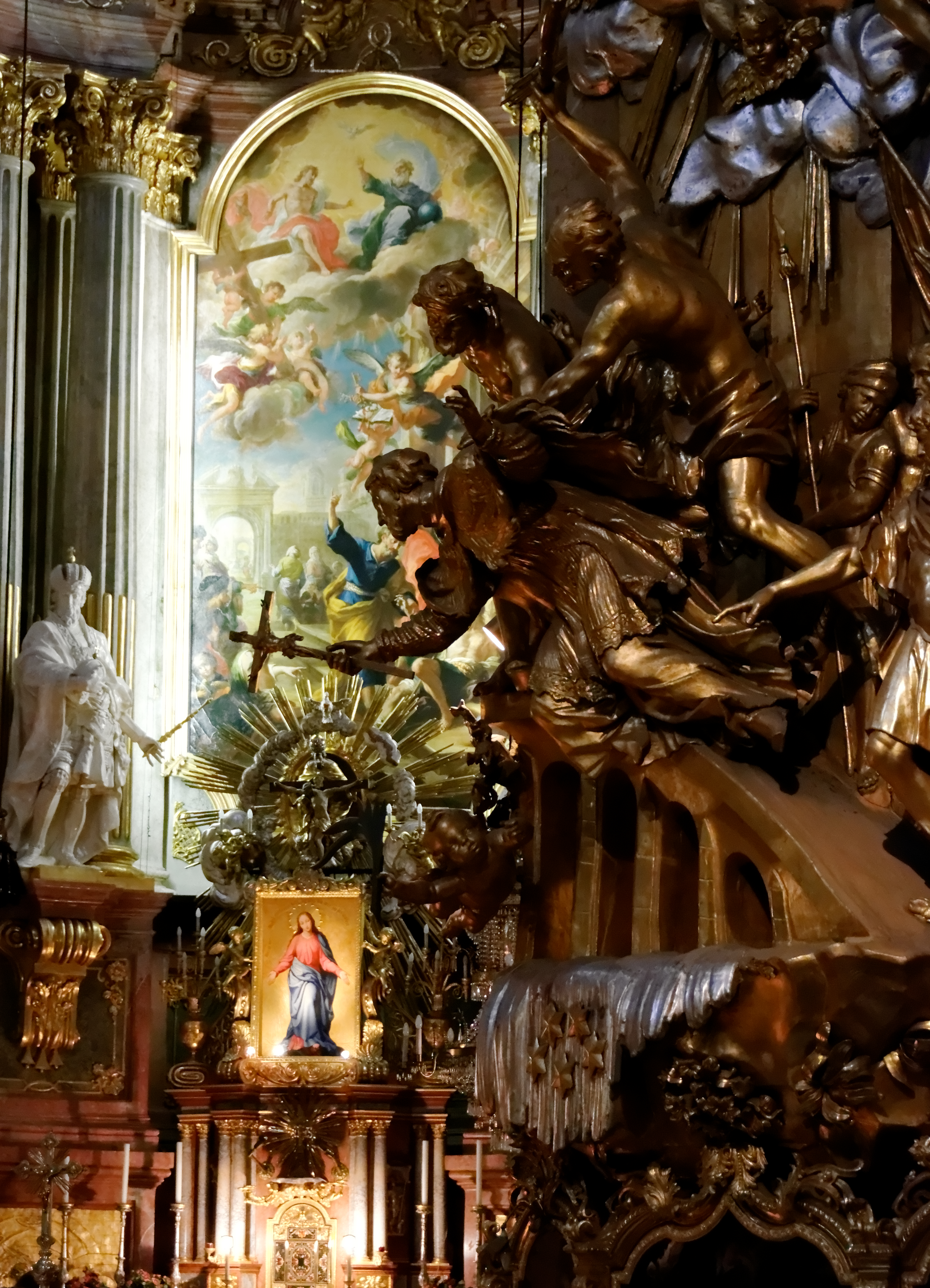
Le martyre de Jean Népomucène, Petersckirche, Vienne (début du XVIIIe siècle).

En 1373, un certain Jean Népomucène, fils de berger, fut ordonné prêtre et entra dans la chancellerie archiépiscopale. Il gravit peu à peu les échelons et en 1390, fut promu archidiacre de Sasz et chanoine de la cathédrale Saint-Guy de Prague. En 1393, l'archevêque Jan z Jenštejna en fit son vicaire général.
Il entra rapidement en conflit avec le roi Venceslas IV de Bohême - empereur sous le nom de Venceslas Ier. Celui-ci interdit à l'abbaye de Kladruby d'élire un nouvel abbé. Son plan était de faire de l'église abbatiale une cathédrale, et d'en donner le siège à l'un de ses favoris. Jean Népomucène s'y opposa vivement. Quand l'abbé en titre mourut, les moines tinrent une élection. Furieux, Venceslas fit jeter le vicaire général et le nouvel abbé en prison. Après avoir été torturé par le feu, Jean Népomucène fut jeté dans la Vltava,. La mort de Jean Népomucène entraîne l'union seigneuriale, une rébellion des nobles tchèques, qui dure de 1394 à 1402.
Selon la Chronica regum Romanorum de Thomas Ebendorfer († 1464) et les Annales Bohemorum (1541), Jean était le confesseur de la reine née Sophie de Bavière (1376-1428) qui devient la femme de Venceslas IV en 1389. Jean avait critiqué le roi et refusé de trahir les confessions de la reine, que Wenceslas soupçonnait d'adultère. Il fut torturé et jeté dans la Vltava (Moldau), en 1393 ; la légende raconte qu'à l'endroit où la rivière rendit le corps du saint, est miraculeusement apparue dans le ciel une couronne à cinq étoiles.
En réalité il semble que c'est parce qu'il est le vicaire général de l'archevêque de Prague Jan z Jenštejna, avec qui il était entré en conflit, que le roi Venceslas IV le fait arrêter, torturer et jeter dans la Vltava du Pont Charles.
Au XVIIe siècle, les jésuites, fer de lance de la Contre-Réforme, promurent son culte en Europe centrale pour concurrencer celui porté par un autre Pragois, Jan Hus, prêcheur très populaire, brûlé vif pour ses idées réformatrices en 1415[réf. nécessaire].

## Béatification et canonisation
Après trois siècles, pendant l'exhumation, les médecins ont trouvé l'incorruptible langue, bien que ce soit l'une des plus périssables parties du corps.
Jean Népomucène fut béatifié en 1721, puis canonisé par le pape Benoît XIII, en 1729, comme martyr du secret de la confession. Il est un des Saint Patrons de la Bohême avec le duc Venceslas Ier de Bohême. Son culte se répandit dans les possessions de la Maison de Habsbourg (qui hérita du Royaume de Bohême en 1526) et de ses alliés.
Il est commémoré le 20 mars selon le Martyrologe romain, ou le 16 mai, notamment dans une petite chapelle lui étant dédiée à la rue de la Corderie à Montignies-sur-Sambre en Belgique.
En France, une statue est visible sur un pont de 1753 traversant le Durgeon dans le petit village de Chemilly en Franche-Comté, une autre à Meyenheim, Merxheim, à Kaysersberg (Kaysersberg Vignoble) dans une niche du pont fortifié, ainsi qu'à Lutterbach (Haut-Rhin) où il protège la localité contre les crues de la Doller voisine. En Lorraine, on trouve une statue de Jean Népomucène au sommet de la tour de droite de l'église baroque Saint-Jacques à Lunéville (Meurthe-et-Moselle), ainsi qu'une autre qui orne une fontaine faisant face à l'église priorale de Saint-Quirin (Moselle). On trouve aussi de nombreuses statues du Nepomuk dans le pays de Bitche (Moselle), à Achen, Holbach, Meisenthal, Montbronn, Rahling et Schorbach.
En 1731, une statue en grès rouge a été offerte par Johann Peter Münch de Münchenstein représentant du prince-évêque de Bâle Jean Conrad de Reinach Hirtzbach à la ville de Saint-Ursanne en Suisse. Elle était placée sur le pont traversant la rivière Doubs. Une reproduction faite par Laurent Boillat en 1973 a pris la place de l'original, qui se trouve actuellement dans le musée lapidaire.
Le tombeau en argent de saint Jean Népomucène se situe dans la cathédrale Saint-Guy de Prague. Il fut achevé en 1736 sur un projet de Johann Bernhard Fischer von Erlach.
En Belgique, le pont Saint-Jean, à Bruges, est aussi doté de la statue de saint Jean Népomucène et également à Courtrai sur le pont enjambant la Lys au niveau des tours Broel.
À Vienne, en Autriche, une chapelle consacrée au culte catholique construite entre 1895 et 1897 par l'architecte Otto Wagner lui est dédiée. Le chantier a été financé par une princesse du Liechtenstein, si bien que le blason familial figure sur le maître autel de style néo-renaissance. Cette chapelle est une réplique miniature de l'église Saint-Leopold am Steinhof, érigée par le même architecte quelques années plus tard.

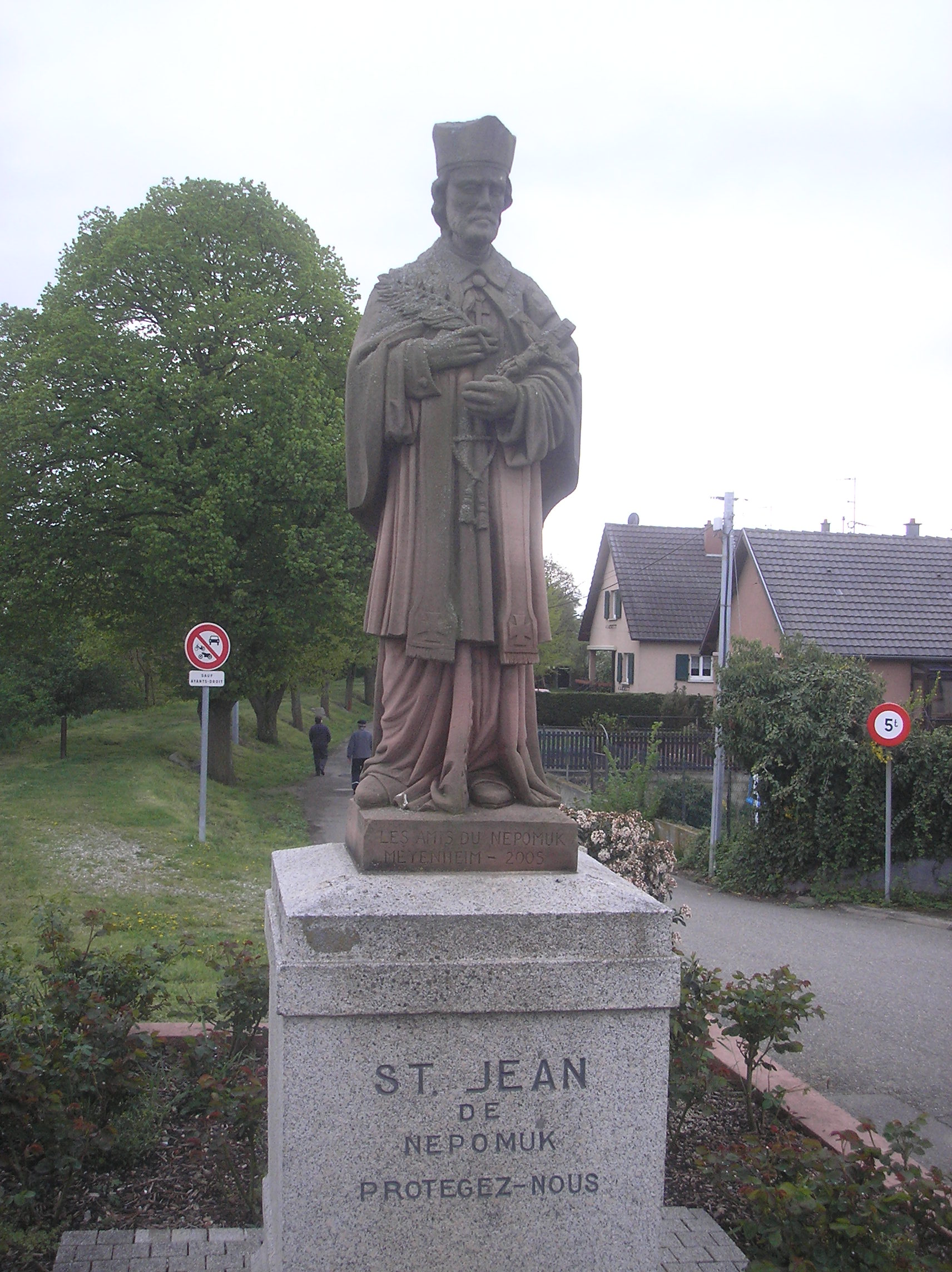
Statue de Jean de Nepomuk à Meyenheim.

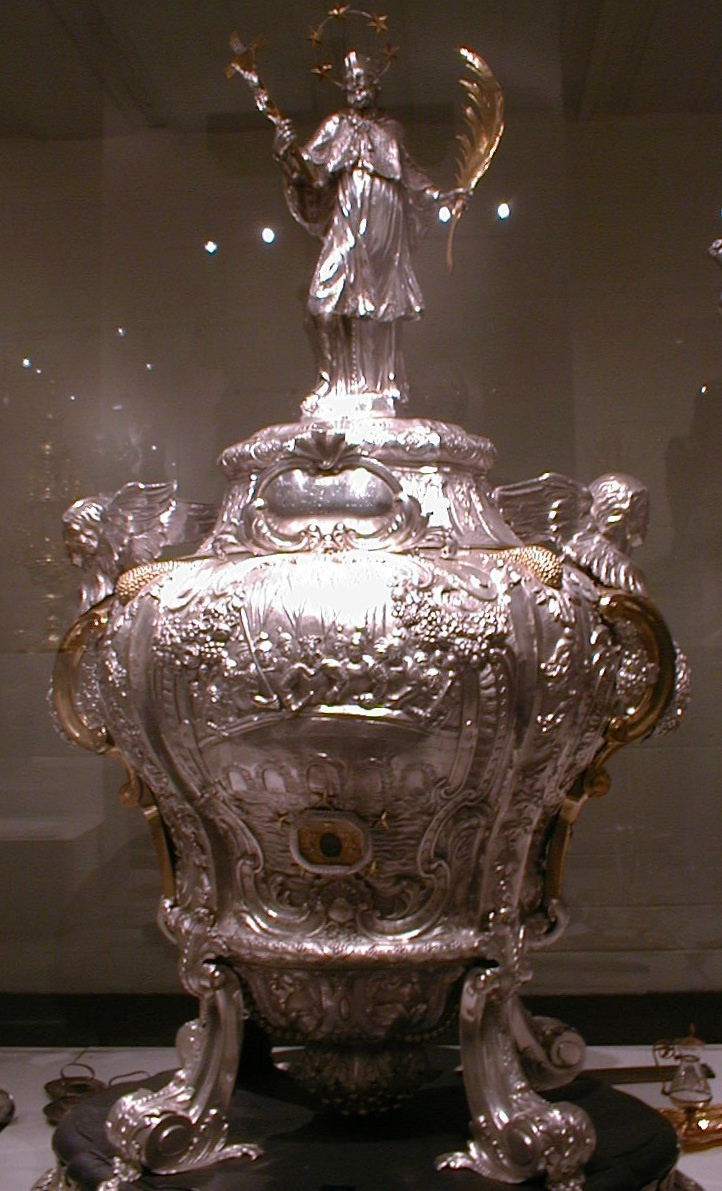
Reliquaire du XVIIIe siècle à Saint-Nicolas.
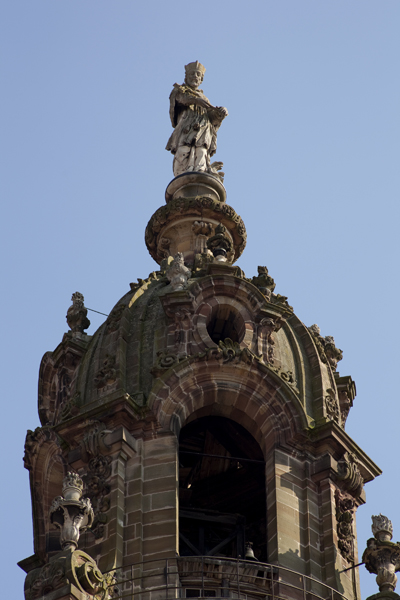
Clocher de l'église Saint-Jacques de Lunéville.
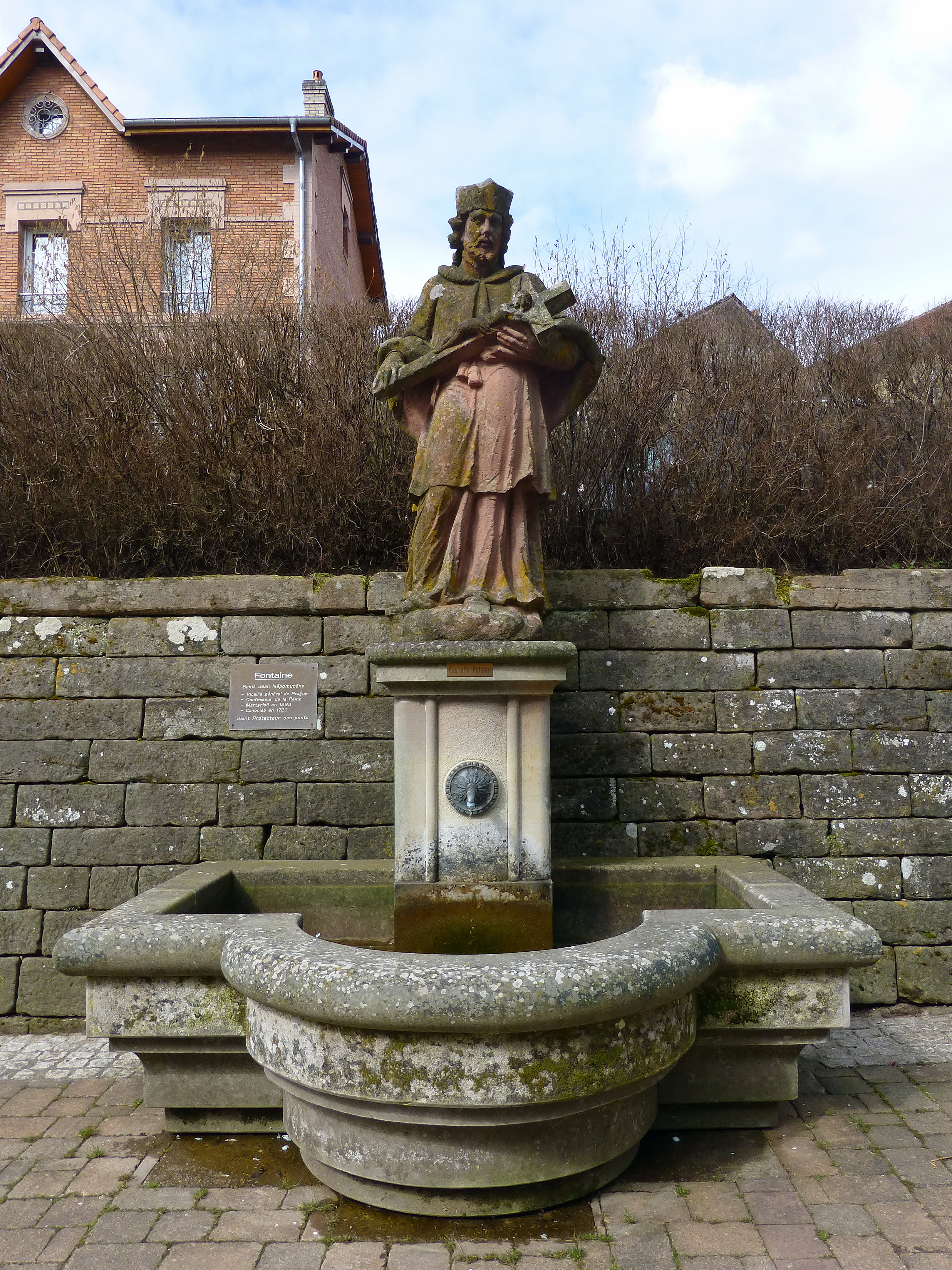
Fontaine à Saint-Quirin.
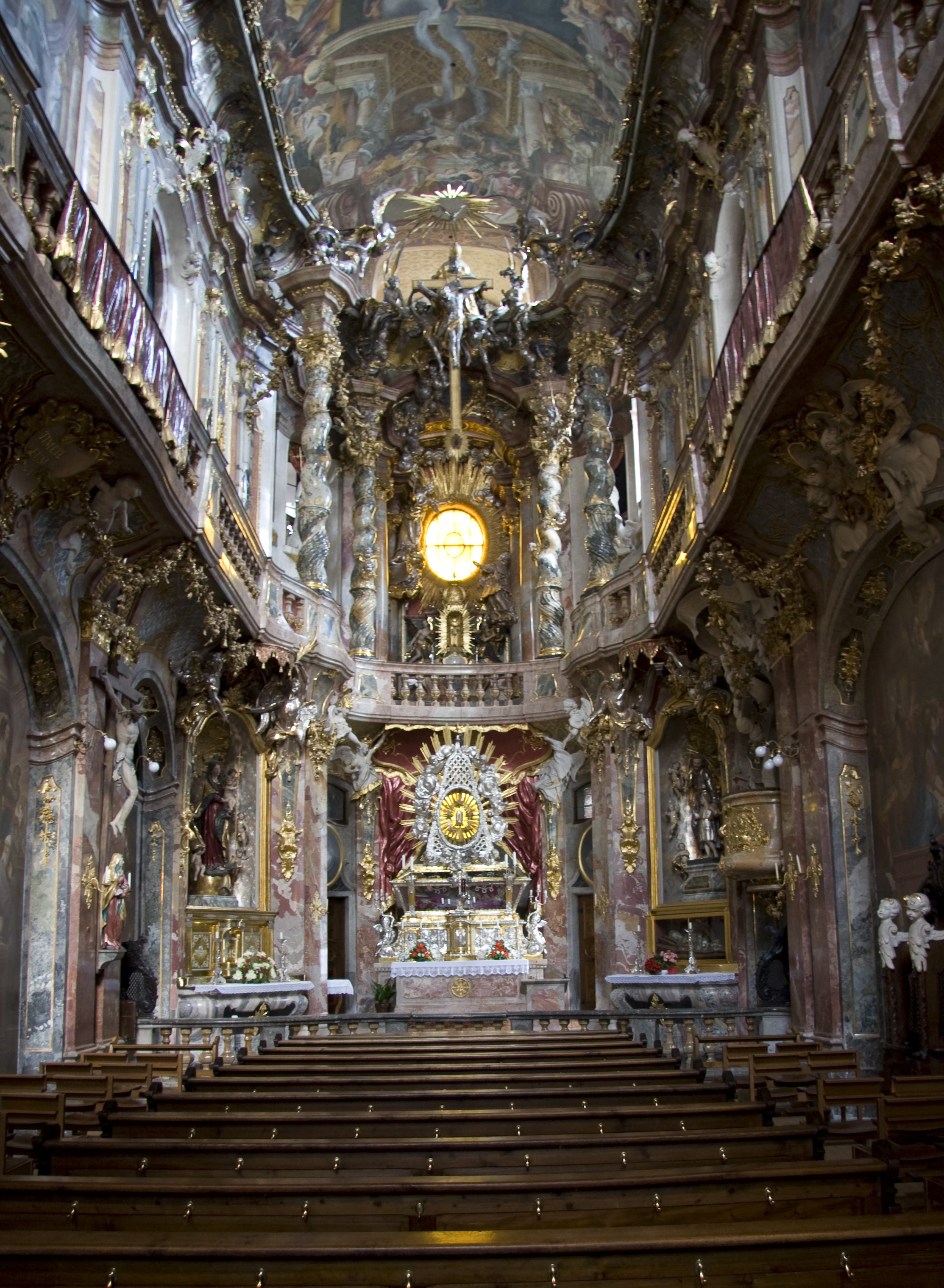
Asamkirche (Munich), église dédiée à saint Jean Népomucène.

Tombeau à Prague
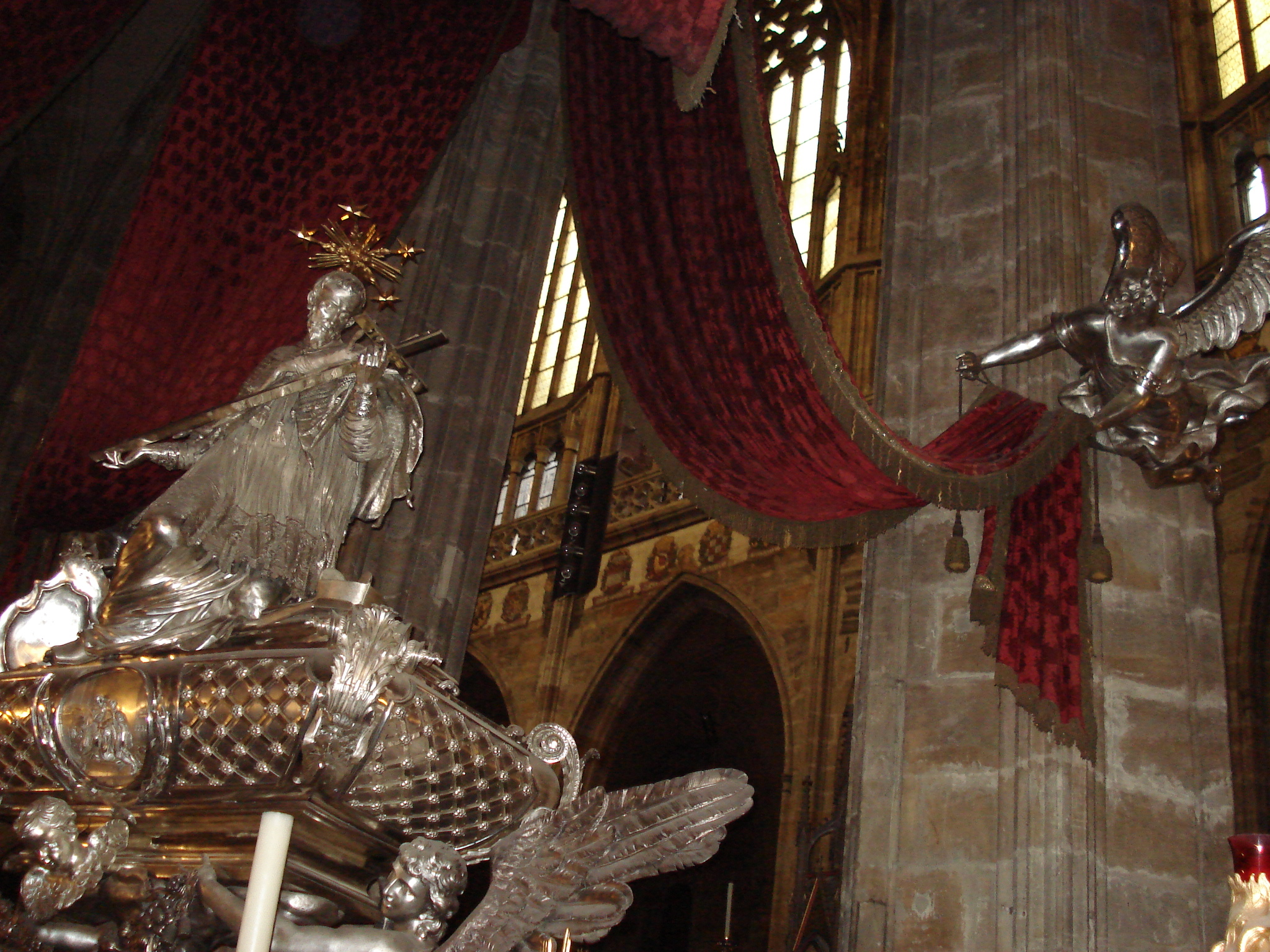
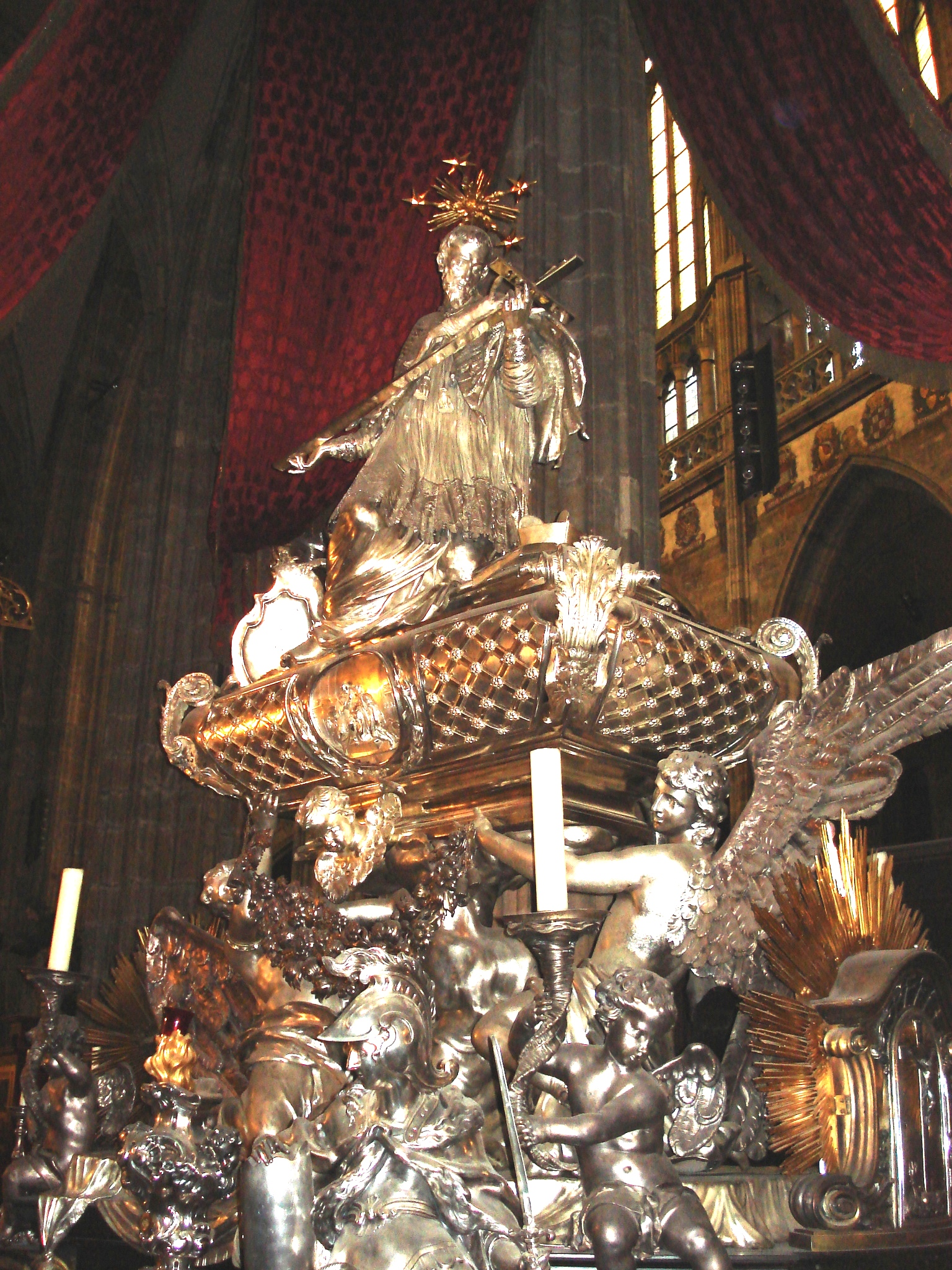
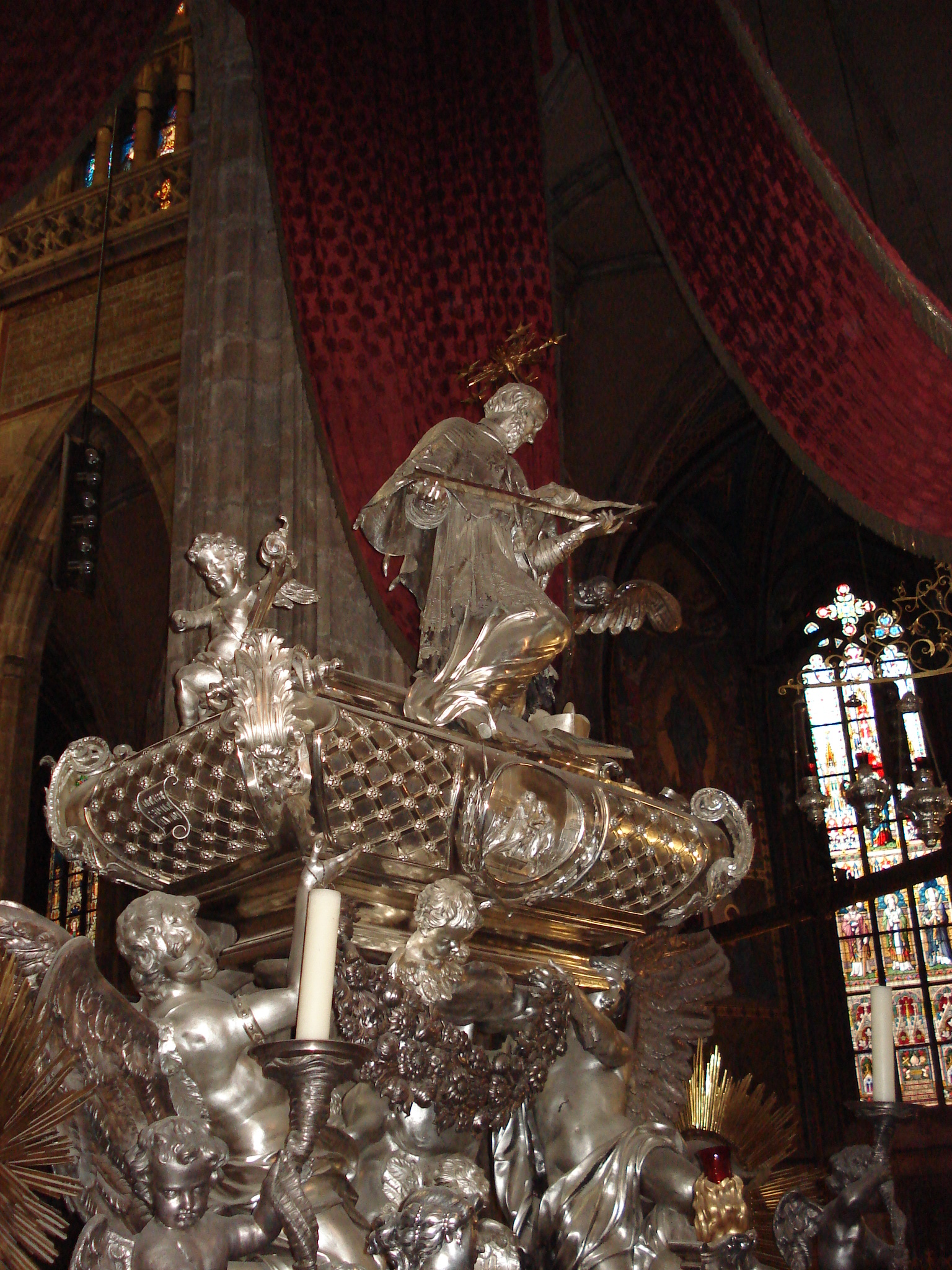

## Anecdote
Sur le pont Charles, saint Jean Népomucène est une curiosité touristique. Une légende raconte que toucher du doigt les plaques en bronze au pied de la statue apporte chance et bonheur. Si l’on en juge par le lustre éclatant des plaques, nombreuses sont les mains qui s’y sont posées...[réf. nécessaire]

### Sources et bibliographie
- Jean-Baptiste de Marne, La vie de Jean Népomucène, Paris, 1741.
- Paule Lerou, « Le culte de saint Jean Népomucène », Mélanges de l’École française de Rome. Italie et Méditerranée, 1991, vol. 103, no 1, pp. 273-295.
- Jean-Claude Rebetez, Saint-Ursanne hors du temps, Centre d'impression Le Pays à Porrentruy, 2010.